# شبانية
شبانية هي إحدى القرى اللبنانية من قرى قضاء بعبدا في محافظة جبل لبنان.
وهي بلدة رئيس الجمهورية الأسبق للبنان، إلياس سركيس وكمال يوسف الحاج.

## أعلام
- كمال يوسف الحاج